# Любий Джон
«Л́юбий Джон» (англ. Dear John) — американська мелодрама 2010 року з Ченнінгом Татумом та Амандою Сейфрід у головних ролях. Фільм режисера Лассе Гальстрема є екранізацією однойменного роману Ніколаса Спаркса. Фільм описує життя солдата (Ченнінг Татум) і його кохання до молодої жінки (Аманда Сейфрід). Юна Саванна і солдат американської армії Джон виражають свої почуття у листах, які для Джона — єдине джерело радості і надії на довготривалій війні. Місце зйомок — Чарльстон, Південна Кароліна.

## Сюжет
Джон Тайрі — молодий солдат сил спеціального призначення Армії США, отримує поранення. Лежачи на землі, герой згадує дитинство, коли він потрапив з екскурсією на монетний двір. Він порівнює себе з монетою, яка отримала два отвори і перестала бути ідеальною. «Але перед самим потемнінням свідомості, останнє, що спало на думку — це „ти“».
Під час відпустки в 2001 Джон на березі океану зустрічає красиву дівчину, яка ненароком випустила у воду свою сумочку, а Джон, стрибнувши з чотириметрового пірсу, дістав її . Так він і познайомився з Саваною Кертіс — студенткою коледжу, яка приїхала на канікули. Протягом кількох днів вони закохуються один в одного.
«До швидкої зустрічі…» — фраза, яку вони говорили один одному при розставанні. 
Саванна приходить у відчай, коли дізнається, що Джон підписався служити ще 2 роки. Вони розлучаються, сказавши один одному «До швидкої зустрічі».
Після тривалої розлуки Джон їде до Савани і виявляє, що заміж вона вийшла за Тіма, а не за багатого сусіда Ренді. Саванна розповідає, що Тім хворий на рак, що не може собі дозволити дорогі препарати і що вони вже продали будинок.
Потім Джон продає колекцію монет батька, крім найпершого екземпляра, який був знайдений Джоном ще в дитинстві і з якого почалася вся колекція. Він анонімно жертвує гроші на операцію для Тіма. Саванна пише, що постійно задається питанням про Джона, де він, що з ним, але зізнається, що втратила право знати це.
Джон повертається на Батьківщину, бачить Саванну через скло в кафе, вона виходить і обіймає його.

## У ролях
| Роль           | Актор             |
| -------------- | ----------------- |
| Дж́он Тайрі     | Ченнінг Татуум    |
| Саванна Кертіс | Аманда Сейфрід    |
| Тім            | Генрі Томас       |
| містер Тайрі   | Річард Дженкінс   |
| Сьюзен         | Леслі Фішер       |
| місіс Кертіс   | Мері Рейчел Дадлі |
| Джері          | Врайс Хайсес      |

## Саундтреки
1. Джошуа Радін і Шайлер Фіск — «Paperweight»
2. The Swell Season — «The Moon»
3. 311 — «Amber»
4. The Donkeys — «Excelsior Lady»
5. Wailing Souls — «Things & Time»
6. Аманда Сейфрід і Маршалл Альтман — «Little House»
7. Fink — «This Is the Thing»
8. Розі Голан — «Think of Me»
9. Рейчел Ямагата і Ден Вілсон — «You Take My Troubles Away»
10. Дебора Лурі — Dear John Theme
11. Snow Patrol ft. Martha Wainwright — «Set the Fire to the Third Bar» (Bonus Track)

## Відгуки

### Критика
Фільм отримав змішані відгуки від критиків: від позитивних, які хвалили хімію між Сейфрід і Татум і до критики сюжету та сценарію. 

### Номінації
Дорогий Джон дебютував як фільм номер один, зібравши $ 30468614 в перший вікенд. Це найкращий дебют фільму за мотивами роману Ніколаса Спаркса. Загальна сума зборів до 2011 року склала $ 114 977 104 у прокаті.
| Рік  | Категорія              | Нагорода               | Робота         | Результат |
| ---- | ---------------------- | ---------------------- | -------------- | --------- |
| 2010 | Найкраща чоловіча роль | MTV Movie Awards       | Ченнінг Татум  | Номінація |
| 2010 | Найкраща жіноча роль   | MTV Movie Awards       | Аманда Сейфрід | Номінація |
| 2011 | Улюблена драма         | People's Choice Awards | «Дорогий Джон» | Номінація |
| 2011 | Вибір фільму-драми     | Teen Choice Awards     | «Дорогий Джон» | Номінація |